# Taylor Pischke
Taylor Pischke (Winnipeg, 18 de abril de 1993) é uma jogadora de voleibol de praia canadense.

## Carreira
Ao lado de Melissa Humana-Paredes disputou o Campeonato Mundial Sub-21 de Vôlei de Praia de 2012, Halifax e terminaram na quinta colocação, com quem estreou no Circuito Mundial de 2013 e com esta conquistou a medalha de bronze na edição do Campeonato Mundial Sub-23 de Vôlei de Praia de 2013, em Mysłowice, Polônia..
E novamente com Melissa Humana-Paredes obteve a medalha de bronze na edição do Campeonato Mundial Sub-23 de 2014 em Mysłowice.No ano de 2015 disputou os Jogos Pan Americanos de Toronto ao lado Melissa Humana-Paredes, chegaram as semifinais, finalizando em quarto lugar. e a partir der 2017 muda de parceira e passa a competir com Kristina May, so jogando ao lado de Jamie Broder na edição do Campeonato Mundial de Vôlei de Praia de 2017 em Viena e retomando no Circuito Mundial de 2018.
A partir de 2019 inicia com Kristina May, mas passou a competir ao lado de Sophie Bukovec e conquistaram a quarta posição no Aberto de Aidim, categoria duas estrelas.

## Títulos e resultados
- Torneio 2* do Aberto de Aidim do Circuito Mundial de Vôlei de Praia:2019
- Jogos Pan-Americanos:2015